# Mette-Marie Maes
Mette-Marie Maes (12 december 2005) is een Vlaamse zangeres uit Averbode, bekend van The Voice Kids en The Voice van Vlaanderen. Ze is de dochter van Celen Pascale en ondernemer Yves Maes, bekend van The Sky is the Limit.

## Levensloop
In 2020 nam Mette-Marie Maes deel aan het vijfde seizoen van de Vlaamse Voice Kids, waar ze met K3 als coach tweede werd in de finale. Sinds 2024 treedt ze op met haar eigen band onder de naam 'Mette-Marie'.
In 2024 nam ze terug deel als kandidaat aan een zangwedstrijd, ditmaal in The Voice van Vlaanderen waar ze het tot in de tweede liveshow bracht.